# 京都府道50号京都日吉美山線
京都府道50号京都日吉美山線（きょうとふどう50ごう きょうとひよしみやません）は、京都府京都市右京区嵯峨釈迦堂前を起点に南丹市美山町三埜に至る主要地方道（京都府道）である。

## 概要
京都の観光地である嵯峨を起点に山間部を抜けて保津峡、水尾、宕陰を通り南丹市に入り、神吉を抜けると、桂川を日吉ダムでせき止めた天若湖の左岸を通る。
日吉ダムを過ぎると日吉駅から胡麻駅の間を山陰本線に沿ってすすむ。胡麻駅から山陰本線沿線を外れて南丹市美山町肱谷へ向かって山の方に進む。
そして、肱谷から橋を渡って三埜で綾部宮島線に到達し終点となる。南丹市の美山・日吉両地区間で、府道が途切れる鏡峠附近は通行不可能である。現在でも鏡峠の工事は進んでおらず行き止まりとなっている。片側1車線が確保されている区間が多いが、水尾地区などに1～1.5車線区間が存在する。
| 京都府道50号京都日吉美山線 |  | 府立大演習林脇を通り抜ける |  | 早期開通を求める看板 |
| 京都府道50号京都日吉美山線 |  | 府立大演習林脇を通り抜ける |  | 早期開通を求める看板 |

### 路線データ
- 起点：京都市右京区嵯峨釈迦堂大門町（京都府道29号宇多野嵐山山田線交点）
- 終点：南丹市美山町三埜（京都府道12号綾部宮島線交点）

## 歴史
- 1971年（昭和46年）6月26日 - 建設省（現・国土交通省）が主要地方道京都日吉美山線を指定[1]。
- 1972年（昭和47年）3月28日 - 京都府が主要府道京都日吉美山線（整理番号 - 主要府道50）を認定。
- 1993年（平成5年）5月11日 - 建設省から、主要府道京都日吉美山線が京都日吉美山線として主要地方道に再指定される[2]。

## 路線状況

### 重複区間
- 国道477号（京都市右京区嵯峨越畑北ノ町 - 南丹市八木町神吉小山ノ下）
- 京都府道19号園部平屋線（南丹市日吉町中 - 南丹市日吉町殿田）
- 京都府道80号日吉京丹波線（南丹市日吉町殿田 - 南丹市日吉町保野田）

### 道の駅
- 道の駅スプリングスひよし

## 地理

### 通過する自治体
- 京都市（右京区）
- 亀岡市
- 京都市（右京区）
- 南丹市

### 交差する道路
- 京都府道29号宇多野嵐山山田線 長辻通（京都市右京区嵯峨釈迦堂大門町、起点）
- 京都府道29号宇多野嵐山山田線（京都市右京区嵯峨釈迦堂門前南中院町）
- 京都府道137号清滝鳥居本線（京都市右京区嵯峨鳥居本仙翁町）
- 国道477号（京都市右京区嵯峨越畑北ノ町）
- 国道477号（南丹市八木町神吉小山ノ下）
- 京都府道19号園部平屋線（南丹市日吉町中）
- 京都府道19号園部平屋線（南丹市日吉町殿田）
- 京都府道80号日吉京丹波線（南丹市日吉町保野田前田）
- 京都府道445号富田胡麻停車場線（南丹市日吉町胡麻）
未供用区間
- 京都府道12号綾部宮島線（南丹市美山町三埜、終点）

### 沿線にある施設など
- 清凉寺（嵯峨釈迦堂）
- 二尊院
- 化野念仏寺
- 保津峡

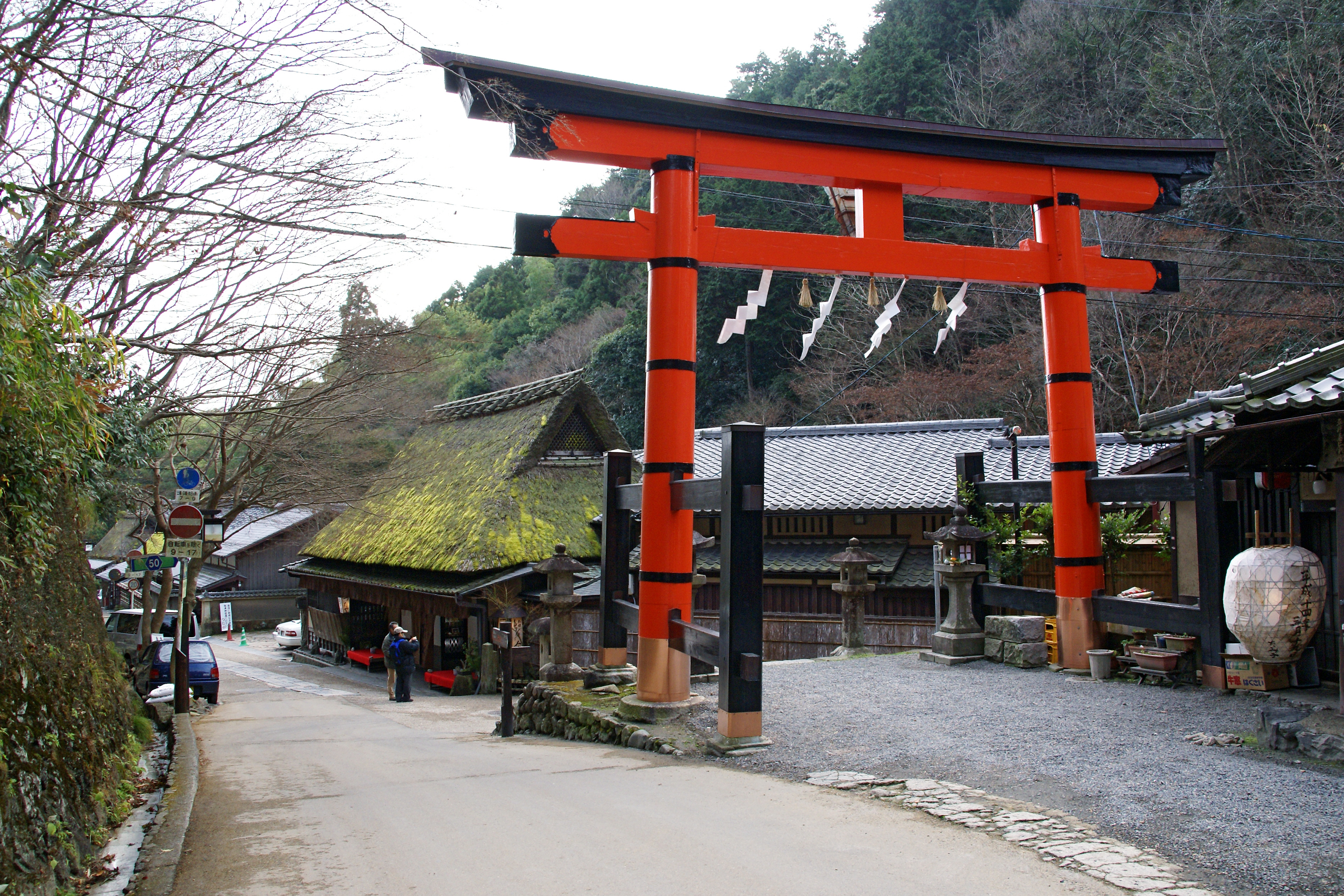
嵯峨鳥居本付近は９時から１７時まで日吉方面への一方通行。この時間帯京都方面へは京都府道137号清滝鳥居本線を清滝トンネル方向へ迂回する必要がある。

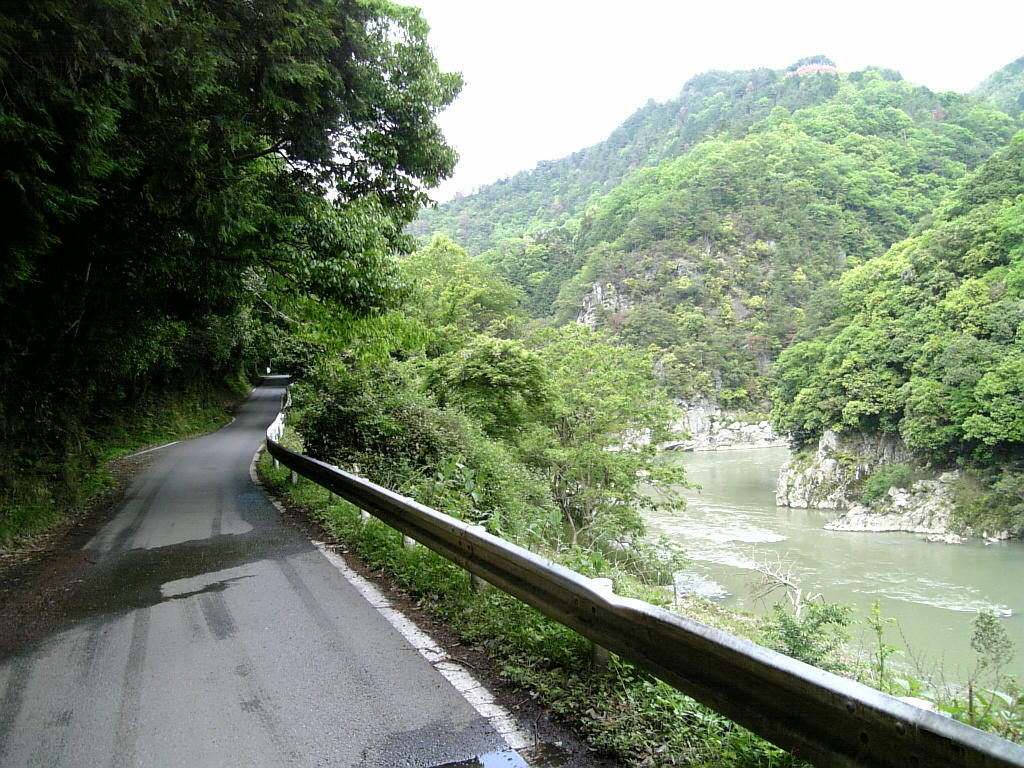
府道50号は保津峡をかすめるように通っている。この付近は狭隘・急峻路である。

- 嵯峨野観光鉄道嵯峨野観光線 トロッコ保津峡駅
- JR嵯峨野線 保津峡駅
- 京都市立水尾小学校
- 原神社
- 右京区役所 宕陰支所
- 廻り田池
- 世木ダム
- 天若湖
- 府民の森ひよし
- 日吉ダム
- 南丹市立殿田中学校
- 南丹市立殿田小学校
- JR山陰本線 日吉駅
- 南丹市役所 日吉支所
- 日吉保健センター
- 明治国際医療大学、明治国際医療大学附属病院
- JR山陰本線 鍼灸大学前駅
- ユースランド
- JR山陰本線 胡麻駅
- 南丹市立胡麻郷小学校
- 鏡峠